# 海洛因
海洛因（英語：heroin）即二乙酰吗啡（diacetylmorphine），俗稱白粉，是一種阿片类物质。因其能帶來欣快感，而被當作娛樂性用藥使用。某些國家將其作為醫療用藥，用來緩解疼痛或鴉片類藥物替代療法。常見的給藥方式為靜脈注射，但也可以經口或鼻吸入海洛因的煙。起效通常很快而藥效可持續數小時。
常見的副作用包括呼吸抑制（呼吸減少）、口乾、嗜睡、神經功能受損、便秘和成癮。注射的可能副作用則有膿瘍、心內膜炎、血源性感染和肺炎。若有長期用藥史，鴉片類藥物戒斷症狀最快會在最近一次使用後的數小時內出現。若藉由靜脈注射給藥，海洛因的藥效是同劑量嗎啡的兩到三倍；海洛因通常是白色或棕色粉末。
通常海洛因成癮的治療方式包括行為治療和藥物治療，採用藥物為丁丙諾啡、美沙酮或納曲酮。海洛因過量可用納洛酮治療。據估計，截至2015年，有1,700萬人使用鴉片製劑，其中最為常見的就是海洛因；鴉片類用藥致死高達12.2萬例。2000-2015年，據信不論是在非洲、美洲或是亞洲，全世界總用藥人數都在增長。在美國，人生不特定階段使用海洛因者約佔1.6％，在前一年就有高達95萬人使用過海洛因。如有藥物過量致死病例出現，該藥物往往是鴉片類藥物，其中海洛因佔最大宗。
1874年，最初的海洛因是C. R. Alder Wright利用罌粟的天然產物——嗎啡所製成。在國際上，海洛因受麻醉品單一公約附表一和附表四管制，未經許可生產、持有或出售通常屬違法。2016年，海洛因的產量高達448噸，2015年，世界上約66％的鴉片出產於阿富汗。非法的海洛因經常混合其他物質，像是糖、澱粉、奎寧或士的寧（番木鱉鹼）。

## 起源
在19世纪分析发现鸦片的药效主要来源于其中的生物碱、可待因和吗啡。1874年，任職英國聖瑪莉醫院的化學家偉特（C.R Wright）第一次合成海洛因。他把嗎啡与醋酸酐加热，得到二乙酰吗啡。該化合物之後送到曼城歐文斯學院研究。該學院把海洛因注射到犬隻及白兔体内，牠們當時出現驚恐、渴睡、瞳孔放大、流大量口水及欲吐的跡象，呼吸最先加速然後紓緩，心跳減弱而不正常等。偉特并未继续研究该药物。
1897年，德國拜耳公司化學家菲力克斯·霍夫曼再次合成二乙酰吗啡（11日前，他剛成功將阿斯匹林製成藥物）。他本希望合成可待因——药效和成瘾性都较小的咳藥水。海洛英（Heroin）的名字由拜耳藥廠註冊，該字或源自德文heroisch一字，意指英雄，因为海洛因會帶给服用者一种英雄般的感觉。1898年至1910年，海洛因作为一种止咳处方药出售，拜耳公司以「不會上癮的嗎啡」作招徠。當時海洛因極為暢銷，不過由於其處方只是口服極低劑量，故使用者確實沒有發生嚴重成癮問題。但後來發現該藥會在肝臟中代謝成高濃度嗎啡（口服海洛因危害較低、與口服嗎啡相同），而且嗎啡成癮者也改用海洛英，加上拜耳公司曾嘗試隱瞞其危害，令拜耳公司名譽扫地。

## 代谢
口服后，海洛因经过首过代谢，脱去乙酰基，转化为吗啡，效果及風險與口服嗎啡相同。如果通过注射，海洛因就可免去首过效应，因为它比吗啡有更强的亲油性，因此可以迅速越过血脑屏障，在大脑之中，它会转化为3-单乙酰吗啡和6-单乙酰吗啡，后者会转化为吗啡，与大脑中的μ-鸦片受体结合，发挥药效。海洛因自身和该受体的结合力弱。

## 服用
海洛因一般處於白色粉末狀態，故俗稱白粉，味苦，吸食者一般將注射入體內，亦有人會口服、直接用鼻吸入粉末以及煙霧等。以吸入煙霧來攝取海洛英俗稱為「追龍」，直接注入血管內稱為「走水路」。吸食者会事先备好锡箔纸和中空吸管，然后把碾压成粉末状的海洛因放在锡箔纸上，下面用打火机的火焰炙烤，吸食者嘴含吸管强吸炙烤后产生的白色烟雾，并通过呼吸通道进入肺部被吸收。这种方法占吸毒者中近六成的比例。一般吸食者會將白粉混入其他雜質，如粉筆灰或葡萄糖，亦有人混入安非他命或巴比妥酸鹽，部分人會因此吸食過量致死，部分注射食者會共用針筒，因同時使用相同針頭，一旦暴露於頻繁的體液交換，容易感染經由體液交換的病毒，如HIV或B型肝炎病毒，致使患病風險增高。

## 影響

### 毒性比較

上圖可以顯示，合法毒品菸（tabacco）酒（alcohol）的傷害性及成癮性其實不低。資料來自權威醫學期刊：The Lancet，此图为英国相关领域从业人员的主观打分平均值。（縱軸是成癮性、橫軸是傷害性）

資料來自權威醫學期刊：《柳叶刀》關於常見管制藥品其傷害性及成癮性比較，包括菸、酒。

### 生理反應及成癮
使用初有感觉愉快安静，无法集中精神，会产生梦幻现象（幻覺）。吸食之后的12小时，会即时出现紧张、无法入睡、出汗、肠胃不适、四肢疼痛及痉挛等断瘾症状。这症状持续三到五天。滥用越久，断瘾症状越长。过量使用造成急性中毒，症状包括昏睡、呼吸抑制、低血压、瞳孔变小。具高度心理及生理依赖性，上瘾的人因身体对它有适应性，会不断增加份量以得到相同的效果。长期使用后停药会发生渴求药物、不安、流泪、流汗、流鼻水、易怒、发抖、恶寒、打冷颤、厌食、腹泻、身体卷曲、抽筋等禁断症，所以成瘾后极难戒治。

## 分級
海洛英按照純度而分成4級，其中1號至3號海洛英一般在較落後的地區出售，純度最高的4號海洛英，大多售予富庶地區，故臺灣、香港都稱海洛英為「四號仔」。以香港為例，4號海洛英已完全取代3號海洛英，但自1990年以來，四號海洛英的純度不斷下降，現時的純度是44.97%。
一号和二号海洛因实际指吗啡或吗啡盐类，三号海洛因是将盐酸吗啡制成二乙酰吗啡后，再添加大量的稀释剂而制成的，二乙酰吗啡和单乙酰吗啡总含量一般为25%至45%。四号海洛因是在盐酸吗啡经乙酰化反应后不稀释，而是提纯，沉淀，干燥。最终产品为白色，无味，透明粉末，非常细腻甚至擦在皮肤上会消失。其二乙酰吗啡含量一般在80%以上，最高可达99%。

## 治療
- 美沙酮替代療法
- 针灸疗法[28]
- 生活輔導（協助成癮者脫離痛苦高壓環境）
- 由政府提供海洛因給無法戒除的成癮者，以免他們犯罪、染上血液傳染病、過量施打及販毒

## 社會及文化

### 法律
各地对于海洛因的管制情况：
- 中国大陆：根据《中华人民共和国刑法》，贩卖毒品（含海洛因）50克或以上，即可判处死刑。
- 香港：根據《危險藥物條例》，販運危險藥物人士最高可被判終身監禁及罰款500萬港元。
- 台灣：依《毒品危害防制條例》第2條第2項第1款規定，海洛因、嗎啡、鴉片、古柯鹼及其相類製品，為一級毒品。再依同條例第4條第1項規定，製造、運輸、販賣第1級毒品者，處死刑或無期徒刑；處無期徒刑者，得併科新臺幣3000萬元以下罰金。
- 新加坡：根據現行新加坡法律第185章，未經許可而進、出口多於15克的海洛英，或製造任何數量之海洛英者，一經定罪，一律判處死刑。
- 馬來西亞：根據馬來西亞毒品條列第39B，任何人販運多於5克的毒品（海洛因、嗎啡、单乙酰吗啡）一經定罪，即唯一死刑，處絞死。